# Tino Folgar
Tino Folgar es el nombre artístico de Juventino Folgar Ascaso (Barcelona, 25 de enero de 1892 – Buenos Aires, 31 de diciembre de 1982), un tenor español.

## Biografía
Hijo de Juan Folgar, salmantino, y de Luisa Ascaso, natural de Huesca, nació en el barrio de La Barceloneta.
Estudió con los Hermanos de las Escuelas Cristianas, en cuyo colegio inició su educación musical formando parte de su coro infantil. Cuando tenía diecisiete años, tras trasladarse la familia al entonces municipio y luego barrio de Sarriá, entró a formar parte de un grupo artístico que representaba obras líricas, mostrando en estas representaciones las cualidades que tenía para el canto. Un familiar que apreció estas cualidades consiguió una audición con el profesor de canto Joaquín Vidal Nunell del Conservatorio del Teatro del Liceo, que apreció su voz pequeña, dulce, aterciopelada, de gran musicalidad y muy suave.
Estudió canto con una profesora particular y debutó el 19 de febrero de 1922 en el teatro del Orfeón Graciense como Rodolfo de La bohème, y el 3 de junio siguiente en el Teatro Tívoli como conde Almaviva de El barbero de Sevilla junto a Filomena Suriñach. El 5 de junio siguiente en el mismo teatro volvería a cantar La bohème.
Aconsejado por Joaquín Vidal, en 1922 se trasladó a Italia donde tomó lecciones de canto en Milán de un maestro llamado Bellini, con cuyo método Juventino llegaría a perder la voz hasta el extremo de no poder entonar ni una sola nota. Con otro maestro, Esteban Pascual, que aplicaba el método Porpora, consiguió recuperar y mejorar la voz llegando a vocalizar hasta el fa sostenido sobreagudo.

## Trayectoria
Desde 1925, año en que hizo su presentación en el teatro de Acqui Terme, cantó en diversos teatros de Italia entre otras óperas Lucía de Lammermoor. Entre 1927 y 1928 grabó con la orquesta y coros de la Scala de Milán Rigoletto la primera versión grabada de esta ópera, cantando el papel del Duque de Mantua junto a Lina Pagliughi, Salvatore Baccaloni y otros cantantes destacados bajo la dirección de Carlo Sabajno. En el Teatro Adriano de Roma cantó junto a Conchita Supervía, La italiana en Argel, continuando con una gira por diversas ciudades europeas donde cantó operas de su repertorio habitual, entre otras, El barbero de Sevilla, La bohème, La traviata, Lucía di Lammermoor y Manon.
Volvió a España, cantando en San Sebastián Manon y dando varios conciertos en el Palacio de la Música Catalana de Barcelona. El 5 de diciembre de 1928 estrenó en el Teatro Victoria la zarzuela de Jacinto Guerrero Martierra junto a Adriana Soler, Julita García y José Vela.
En 1929 siguió cantando zarzuela, estrenando el 29 de abril en el Teatro Fotalba de Madrid Los claveles, del maestro José Serrano, junto a Matilde Vázquez, y La ventera de Alcalá de Rafael Calleja y Pablo Luna el 29 de noviembre en el Teatro de la Zarzuela, con Pilar Aznar y Perlita Greco. Formó compañía propia con la que cantó operetas como Eva, La mujer divorciada, La viuda alegre y El conde de Luxemburgo por diversos teatros de España.
En 1930 viajó a Argentina con la compañía de Jacinto Guerrero junto a Dorini de Diso, Laura Nieto, Emilia Climent, Francisco Aparicio y Luis Reboredo, con un repertorio formado con obras del propio Guerrero como El huésped del sevillano, Campanella, La rosa del azafrán y Martierra, que se presentaron tanto en el Teatro Onrubia de la capital bonaerense como en Montevideo. Al regresar a España participó con la compañía de Celia Gámez en varias comedias musicales. También en 1930 se estrenó en el Real Cinema la primera película hablada en español La canción del día, en la que intervino Tino Folgar junto a Carlos del Pozo y Consuelo Valencia cantando números de Jacinto Guerrero que se grabaron en Londres.
En 1932 inauguró la primera temporada de ópera del Teatro Pérez Galdós de Las Palmas de Gran Canaria y actuó con una compañía de zarzuela en Londres.
Interpretó en 1940 El conde de Luxemburgo, La princesa de la czarda y varias obras más en el Teatro Tívoli y en otros teatros de Barcelona. En 1941 cantó La montería de Jacinto Guerrero, La generala de Amadeo Vives, Gigantes y cabezudos de Manuel Fernández Caballero y otras obras en el Teatro Victoria. Siguió cantando durante las década de 1940 zarzuela y opereta, hasta que se retiró en 1952.
Se estableció en Buenos Aires donde abrió una academia de canto y actuó principalmente en emisoras de radio.

## Muerte
Falleció el 31 de diciembre de 1982 en Buenos Aires y sus restos fueron inhumados en el Cementerio de la Chacarita.